# Upplands runinskrifter 159
Upplands runinskrifter 159 är en vikingatida runsten som stått i Löttinge, Täby socken och Täby kommun. U 159 består av flera olika runstensfragment som förvaras på Statens historiska museum. Ristningen är inte signerad men har attribuerats till runristaren Visäte.

## Inskriften
Translitterering av runraden:
[× kismuntr · uk · himikr · litu ris]a · [stain] aftiʀ × faþur s[in × hlftan]
Normalisering till runsvenska:
Gismundr ok Hæmingʀ letu ræisa stæin æftiʀ faður sinn Halfdan.
Översättning till nusvenska:
Gismund och Häining läto resa stenen efter sin fader Halvdan.